# 大陽警玄
大陽警玄（948年—1027年）大陽警玄禪師，宋代曹洞宗僧人，俗姓張，江夏(今湖北武昌)人。避國諱，改名為警延，後駐錫郢州大陽山，
以大陽為法號，法嗣於梁山緣觀禪師，世稱大陽警玄禪師。

## 生平
警玄禪師依住持於金陵崇孝寺的叔父智通禪師出家，於十九歲受具足戒，成為大僧。北宋仁宗天聖五年(1027)示寂，世壽八十五歲。

## 師承
- 梁山緣觀

## 弟子
- 投子義青
- 興陽清剖 [3]

## 外部連結
- 大陽家風
- 大陽警玄禪師悟道因緣 （页面存档备份，存于）
- 補續高僧傳卷第七 習禪篇 宋　大陽玄傳 （页面存档备份，存于）